# 에치고카타카이역
에치고카타카이역(일본어: 越後片貝駅)은 일본 니가타현 이와후네군 세키카와촌에 위치한 동일본 여객철도 요네사카 선의 철도역이다. 단선 승강장 1면 1선의 구조를 갖춘 지상역이다.

## 역 주변
- 국도 제113호선

## 역사
- 1933년 11월 30일 : 요네사카사이 선 에치고시모세키 - 에치고카나마루 간 개업과 함께 개통.
- 1987년 4월 1일 : 일본국유철도 분할 민영화에 의해, 동일본 여객철도가 승계.
- 1991년 2월 16일 : 현 역사로 개축.

## 인접 역
| 동일본 여객철도 요네사카 선  | 동일본 여객철도 요네사카 선 | 동일본 여객철도 요네사카 선  |
| ---------------------------- | --------------------------- | ---------------------------- |
| 에치고카나마루 요네자와 방면 | ■ 요네사카 선               | 에치고시모세키 사카마치 방면 |